# Brown County (Ohio)
Brown County je okres amerického státu Ohio založený v roce 1819. Správním střediskem je město Georgetown. Pojmenovaný je podle amerického generála Jacoba Browna.
Leží na jihu státu Ohio, přes řeku Ohio sousedí se státem Kentucky.

## Sousední okresy
| Růžice kompasu |                     | Clinton County      | Highland County | Růžice kompasu |
| Růžice kompasu | Clermont County     | Sever               | Adams County    | Růžice kompasu |
| Růžice kompasu | Clermont County     | Brown County (Ohio) | Adams County    | Růžice kompasu |
| Růžice kompasu | Clermont County     | Jih                 | Adams County    | Růžice kompasu |
| Růžice kompasu | Bracken County (KY) | Mason County (KY)   |                 | Růžice kompasu |